# 노동조합

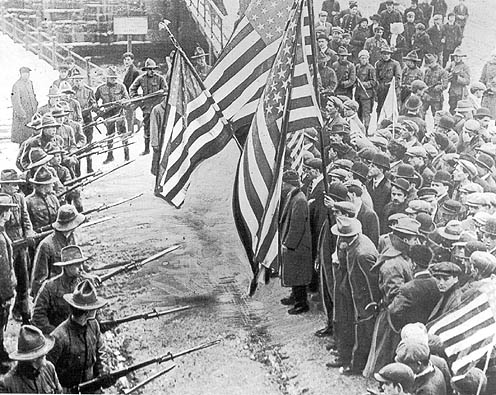
1912년 미국, 로렌스 섬유 파업 당시 군인들에게 둘러싸인 시위자들의 모습.

노동조합(勞動組合, 영국 영어: trade union, 미국 영어: labor union) 또는 단순히 노조(勞組, 영어: union)는 노동자들이 권리를 쟁취하기 위해 만든 노동자의 사회단체를 말한다.

## 개요
인간의 노동은 선사시대 이래 계속되어 온 것이나 임금을 받고 노동을 제공하는 임금 노동자 계급의 출현은 산업화 이후의 일이다. 노동자는 기업가와 더불어 산업사회의 가장 중요한 사회 집단이다. 그럼에도 불구하고 노동자는 산업혁명 초기부터 기업가에 비해 매우 불리한 사회적 위치에 놓여 있었다. 따라서 이들은 이후 자본가와 국가에 대하여 집단적인 조직체를 통하여 자신들의 이해를 관철시키고자 하였다.
시드니 웹(Sidney Webb)에 의하면 노동조합의 정의는 "노동자가 주체가 되어 자주적으로 단결하여 노동 조건의 유지, 개선 기타 경제적, 사회적 지위의 향상을 도모함을 목적으로 조직하는 단체 또는 그 연합 단체"이다. 노동조합은 노동운동의 조직적인 기초가 되며, 직업·기업·산업별로 조직된다.
시드니 웹의 정의에서 암시되어 있는 바와 같이 거의 대부분의 노동조합은 계급분화에 의한 자본주의 사회의 기본 질서에 도전하기 보다는 이를 인정하면서 협상을 통해 노동자의 삶을 개선하고자 한다. 그러나 마르크스주의 등에서는 노동조합이 자본가와 대립하는 노동자 진영의 주요 조직으로 파악한다.

## 법률상 정의
노동조합의 법적 지위를 인정하는 국가에서는 노동조합의 성격을 노동자의 자주적 단결체로서 노동자의 여러 이익 향상을 목적으로 하는 조직이나 연합단체로 보고 있다.

### 대한민국
근로자가 주체가 되어 자주적으로 단결하여 근로조건의 유지·개선 기타 근로자의 경제적·사회적 지위의 향상을 도모함을 목적으로 조직하는 단체 또는 그 연합단체— 대한민국의 노동조합 및 노동관계조정법 2조

### 일본
노동자가 주체가 되어 자주적으로 노동 조건의 유지 개선 그 외 경제적 지위의 향상을 도모하는 것을 주된 목적으로 하는 조직 하는 단체 또는 그 연합 단체— 일본의 노동조합법 2조

## 역사

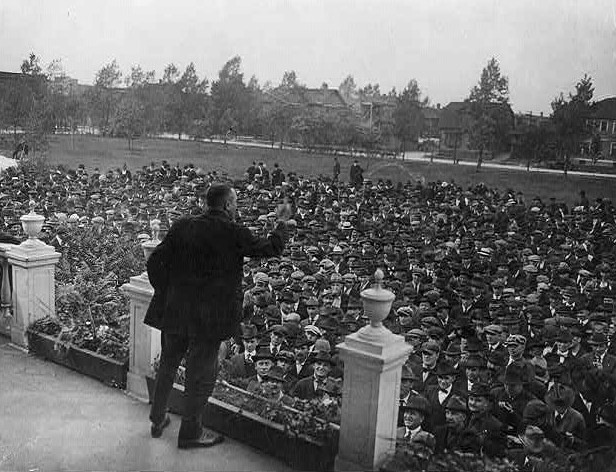
1919년 미국 노동조합의 파업 집회

### 초기 노동조합
산업혁명 이후 기계에 밀려 직조공과 같은 숙련 기술자들이 사라진 대신 비숙련 노동자들이 노동인구의 거의 대부분을 차지하게 되었다. 19세기 영국을 비롯한 산업화 국가의 노동자들은 매우 열악한 조건에서 근로하였으나 이들은 아무런 정치적 발언권이 없었다. 그러나 노동자의 수가 증가함에 따라 노동자의 권리를 요구하는 목소리도 커지게 되었다. 초기 노동조합 활동은 자본가와 국가의 탄압을 받았으며 법률적으로 엄금되었다. 최초의 노동조합은 17세기 영국에서 노동자들이 결성한 우애조합, 공제조합 등이었다. 영국 의회는 1799년 단결금지법을 제정하여 노동조합의 결성을 금지하였기 때문에 이들 조직은 비밀 결사의 형태를 띠었다. 초기 노동조합의 주요 활동은 일정한 조합비를 걷었다가 사고가 발생했을 때 지급하는 일종의 상호부조였다.

### 미국 노동운동

#### 탄압의 역사
미국에서는 19세기 여러 단위 노동조합들이 만들어지기 시작하였다. 자본가들은 최악의 경우 노동조합 간부를 청부살인하는 등 악랄하고 극심한 탄압을 하였으나 노동운동의 발전을 막지는 못하였다. 1869년 결성된 노동자 기사단은 후일 세계산업노동자로 개칭하였으며 이 단체의 마더 존스와 같은 노동운동가들은 미국 노동운동 역사에 큰 족적을 남겼다.

#### 8시간 노동제 쟁취
1886년 5월 1일 미국 시카고에서는 8만명의 노동자들과 그들의 가족들이 8시간 노동제를 요구하며 미시건 거리에서 파업집회를 가졌다. 19세기 미국 노동자들은 10-12시간의 장시간 노동, 저임금, 임금삭감으로 노동인권을 존중받지 못하고 있었으며, 석유사업 및 탄광사업가인 록펠러가 고용주인 슈일킬 탄광의 노동자들이 자신들의 생존권과 관련된 문제인 임금삭감에 항의하다가 주동자들이 교수형으로 처형되는 일도 있었다. 즉, 8시간 노동제를 요구하는 파업은 노동자들이 노동인권을 존중받기 위한 단결이었다. 이 날 노동자들은 평화적인 시위를 하였으나 경찰은 이들을 폭도로 몰아 탄압하였다. 이 과정에서 발포가 있었고 다수의 노동자들이 희생되었다. 당시 미국의 보수언론들도 미국 정부의 노동운동 탄압을 정당화하기 위해 빨갱이 딱지 붙이기 곧 공산주의 딱지를 붙이기를 했다. 이후 제2 인터네셔널은 이날을 노동절로 기념하게 되었다. 한국에서도 5월 1일을 노동절로 기념하고 있다. 이 사건은 큰 사회적 반향을 가져왔고 결국 노동자의 기본적 권리인 8시간 노동제가 실현되는 계기가 되었다.

### 유럽 노동운동
수 많은 노동자들의 노력끝에 1820년대 영국은 노동조합을 금지하는 법률(단결엄금법, 18세기 제정)을 폐지하였고 노동조합 활동이 합법화되었다. 이후 유럽과 미국 등 산업화된 국가에서 노동조합 운동이 계속되어 1890년 무렵에는 서구 열강 거의 대부분의 국가에서 노동조합이 합법화되었다. 1890년 5월 1일 첫 노동절 기념집회가 프랑스 파리에서 개최되어 노동조합의 달라진 위상을 보여주었다.

### 일본의 노동운동
산업화가 세계적으로 확산됨에 따라 노동운동 역시 파급되었다. 동아시아에서 가장 빠른 산업화를 겪은 일본은 1912년 일본 노동운동 역사 처음의 노동조합인 우애회(友愛會)가 설립되었고 1925년 무렵에는 457개 노동조합에 25만여명의 조합원이 가입되어 있었다.

### 한국의 노동운동

#### 일제강점기
한국에서는 일제강점기이던 1920년대 산업화가 진행되면서 노동친목회, 노동회, 노우회와 같은 지역합동 노동조합이 생겨났다. 또한 인쇄공과 같은 숙련노동자들은 직업별 노동조합을 세웠다. 이러한 노동운동의 성장을 바탕으로 1924년 4월 조선노동총연맹이 출범하였다. 한국의 노동조합은 노동인권 쟁취를 위한 단결투쟁과 함께 식민지 지배에 대한 저항 운동을 벌였다. 일제강점기 노동계에서는 부두에서 짐을 배로 실어나르는 노동자들이 임금삭감에 항의하여 파업투쟁을 하는 등 노동자들이 노동인권을 쟁취하기 위한 투쟁이 활발하였다. 이러한 투쟁은 노동자들이 단결투쟁만이 노동인권을 쟁취하는 수단임을 깨닫는 아주 중요한 계기가 되었다.

#### 원산투쟁
대표적인 노동조합 관련 운동으로는 1929년의 원산의 노동자들이 원산총파업투쟁이 있다. 제국주의의 침략에 의해 식민지가 된 제3세계에서 노동조합의 독립운동 참여는 일반적인 현상이었다.

#### 고무공장 노동자들의 투쟁
또한 1930년 고무공장 노동자들의 파업투쟁도 있다.
고무공장 주주들은 15~20%의 배당이익을 챙기면서도, 노동자 임금 10% 삭감을 결의하여 노동자들에게 희생을 강요하였다. 당시 노동자들은 130원의 저임금을 받아 3~4명의 가족을 부양하는 사람들이 많았으므로, 사용자들의 임금삭감은 곧 노동자들과 그 가족들의 생존권을 위협하는 것이었다. 고무노조(위원장 김유창)는 단체교섭을 시도하였으나 거절당하자 파업투쟁으로써 단결투쟁을 하였다. 평양 고무공장 노동자들은 1930년 8월 7일 국제고무공장을 시작으로 11개 공장 1천800명의 노동자가 동맹파업투쟁에 들어갔다. 당시 사용자들과 경찰은 대체인력 투입, 빨갱이 딱지 붙이기, 활동가 체포, 용역 불량배를 통한 폭력으로써 노동자들의 생존권 투쟁을 방해하고 탄압했으나, 노동자들은 현장복귀 거부와 선전전으로써 저항하였다. 또한 강주룡이라는 노동자는 모든 노동자들의 목소리를 대변하는 의미로 고공농성을 벌이기도 하였다.

#### 1970년대-80년대
1970년대 노동자 특히 여성노동자들은 자본가들과 이들의 편에 선 관리자들로부터 노동인권을 존중받지 못하였으므로, 여성노동자들은 자본가들의 탄압 및 박정희 군부독재정권의 악선전에도 노동조합을 결성하여 단결함으로써 노동운동을 하였다. 이러한 노력으로 여성노동자들은 노동인권을 쟁취하여갔다.
1980년대 노동자들도 단결하여 자신들의 권리를 쟁취하여갔다. 당시 노동자들은 단결함으로써, 시간외 수당 또는 초과노동수당을 주지 않는 착취근절, 어용노조 폐지(현대중공업), 한진중공업 노동자들의 불량도시락 거부투쟁(1986년), 임금인상 투쟁(현대중공업)등을 실천하였다. 하지만 노동조합 활동가에 대해 노무관리라는 구실로 회사에서 감시, 가압류, 임금에서의 불이익, 회유를 하여, 2003년 1월 두산중공업의 노동자 배달호 열사가 분신자살을 하는 등 곧 헌법에서 보장된 노동자의 기본적 권리인 단결권, 단체교섭권, 단체행동권이 자본에 의해 탄압되는 등 노동조합은 해결할 과제가 많이 있다.

### 노동자의 정치참여
20세기에 들어 영국의 노동당, 독일의 사회민주당과 같은 노동조합의 지지를 기반으로 하는 정당들이 생겨나면서 노동조합의 영향력 역시 증대되었다. 1924년 영국에서는 노동당이 총선에서 승리하여 램지 맥도널드는 최초의 노동조합 출신 영국 총리가 되었다. 또한, 1919년 국제노동기구가 설립되어 국제적인 노동 인권 문제를 다루기 시작하였다.1930년대 아돌프 히틀러의 나치 독일이 사회민주당의 활동과 노동조합의 활동을 전면 엄금 시키는 등 독일에서는 노동조합 운동의 큰 위기가 있기도 하였으나 2차대전에서 나치가 패망한 이후 다시 활동을 시작하였다.

## 유형

### 조직 대상에 따른 구분
노동조합의 조직 대상을 기업별로 하여 결성된 노동조합을 기업별 노동조합이라 하고 산업 직군에 따라 조직된 노동조합을 산업별 노동조합이라 한다. 산업별 노동조합은 산별노조라고도 한다.

#### 산업별 노조
산업별 노조는 산업직군 곧 하는 일이 같은 노동자들이 노동인권을 존중받기 위해 만든 노조이다. 해당 산업직군에서의 노동을 위해 구직하거나 공부하는 노동자까지도 가입할 수 있는 산업별 노조도 있다. 본문에서는 이해를 돕기 위해 두 가지 산업별 노조를 소개한다.

##### 민주노총 금속노조
예를 들어 민주노총 금속노조는 자동차, 기계, 조선업, IT, 전자, 전기같은 금속노동을 하는 노동자들이 만든 산업별 노조이다. 금속노동자들은 정규직, 사내하청 등의 비정규직, 한국인 노동자, 외국인 노동자 등의 구분없이 누구나 금속노조 조합원으로 가입할 수 있으며, 산업별 노조이므로 조합원은 일다니는 회사에 어용노조나 유령노조가 있더라도 회사와 단체협약 곧 노동조건과 임금에 대한 약속을 체결할 수 있다.

##### 민주노총 건설노조
민주노총 건설노조는 건설업에 종사하거나 일하려는 노동자들의 산업별 노조이며, 산업별 노조이므로 조합원들은 단체교섭을 일다니는 회사와 체결함으로써 노동조건을 개선할 수 있다.건설노동자는 거의 대부분 일용직으로 일하는 노동자들이라 노동조합을 결성하여 단결하기 어렵기 때문에, 기업별 노조가 아닌 산업별 노조를 결성하여 활동하는 것이다.

#### 기업별 노조
한편 현대중공업 노동조합과 같이 산업별 노동조합에 가입되어 있지 않은 노동조합은 기업별 노동조합이 된다.

### 가입 유형에 따른 구분
노동조합은 조직 형태에 따라 다음과 같이 구분할 수 있다.
- 클로즈드 숍 - 노동조합 조합원 자격이 고용의 조건이 되는 조직 형태이다. 조합원 자격을 상실할 경우 고용계약도 해지된다.
- 유니온 숍 - 채용된 노동자가 일정 기간 이내에 노동조합에 가입하는 것이 의무적인 형태의 노동조합이다.
- 에이전시 숍 - 노동조합의 가입에 대한 강제는 없으나 단체 교섭 당사자인 노동조합이 조합원이 아닌 노동자에게서도 조합비를 걷을 수 있는 형태의 노동조합이다.
- 오픈 숍 - 노동조합의 가입 여부와 조합비의 납부가 온전히 노동자의 의사에 따라 이루어지는 형태의 노동조합이다.

거의 대부분의 노동조합은 오픈 숍의 형태로 운영된다. 클로즈드 숍의 인정은 각 나라의 법률에 따라 다르다. 영국은 산업의 종류에 관계없이 클로즈드 숍을 인정하는 반면, 미국은 1935년 뉴딜 정책의 일환으로 와그너 법을 제정하여 클로즈드 숍을 인정하였으나 1947년 새롭게 제정된 노사관계법인 테프트-하틀리 법에 의해 금지되었다. 대한민국에서는 항운노조연맹이 클로즈드 숍으로 운영되고 있다.

### 특수 정체성에 따른 노동조합
대한민국에서 노동하는 대한민국 국적을 보유하지 않은 노동자, 이른바 이주 노동자들은 차별, 열악한 노동환경, 대한민국 정부의 출입국 정책 등으로 노동인권을 존중받지 못하므로 민주노총 이주노동자 지회를 결성하여 활동하고 있다.
또한 대한민국에는 소속 조합원 노동자의 연령에 일부 제한을 둔 대신 고용 형태나 소속기업을 따지지 않는 노동조합이 있는데, 대표적인 조직은 청년유니온이다. 청년유니온은 상급단체를 두지 않은 독립된 노동조합 조직으로 활동하고 있다.

### 특이한 노동조합

#### 군인 노동조합
일부 국가에서는 군대에도 노동조합이 있다. 군대 노동조합은 주로 병사와 부사관 위주로 구성되며, 장교는 어지간하면 가입하지 않는다. 그래서 군인 노동조합 위원장은 주로 중사 내지는 상사 급의 군인이 노동조합 위원장이 된다.
쿠바혁명군의 풀헨시오 바티스타는 '중사'라는 매우 낮은 계급임에도 불구하고 쿠바혁명군 노동조합 위원장이라는 직함이 있었기 때문에 쿠데타를 일으켜서 헤라르도 마차도 당시 쿠바 대통령을 몰아내고 쿠바의 대통령이 될 수 있었다.
군인 노동조합에서는 시위나 집회 때 개인화기 및 공용화기, 군사 장비는 일절 지참하지 않도록 규정하고 있다. 아무 무기도 없이 시위나 집회를 하기 때문에 시위나 집회인 것이며, 무기를 지참했다면 시위나 집회가 아니라 쿠데타이다.

## 국제 연대
전 세계 최대 노동조합 연대 기구로는 국제 자유 노동조합 연맹(ICFTU)과 세계 노동 연맹(WCL)을 합병하여 2006년 11월 결성된 국제 노동조합 연맹(ITUC)으로 전 세계 국가별 노동조합 305개, 노동자 1억 7,500만명이 151개국에서 가입하고 있다. 또 다른 노동조합 국제 연대 기구는 세계 노동조합 연맹(WFTU)이 조직되어 있다.

## 노동조합 총연합단체

### 세계구 조직
- 세계노동조합연맹
- 국제노동조합연합
- 세계노조연맹
  - 건설목공노동자 인터내셔널
  - 교육 인터내셔널
  - 공무 인터내셔널

### 대한민국
- 과거에 존재했던 노조 연맹
  - 조선노동조합전국평의회, "전평"
  - 대한독립촉성전국노동총동맹, "대한노총"
  - 한국노동조합협의회, "한노협"
  - 전국노동조합협의회, "전노협"
  - 한국노동조합연맹, "한국노련", "한노련"
- 현재 존재하는 노조 연맹
  - 전국민주노동조합총연맹, "민노총", "민주노총"
  - 한국노동조합총연맹, "한노총", "한국노총"

### 중화인민공화국
- 중화전국총공회

### 홍콩
- 홍콩 공회련합회
- 홍콩 직공회련맹

### 일본
- 일본노동조합총연합회
- 전국노동조합총연합
- 전국노동조합연락협의회

### 조선민주주의인민공화국
- 조선직업총동맹

## 같이 보기
- 노동운동
- 노동착취
- 스웻샵(en:Sweatshop, 노동착취 악덕기업)
- 최저임금
- 생활임금
- 일용직
- 비정규직
- 8시간노동제
- 88만 원 세대
- 노동 빈곤층
- 아웃소싱
- 숍제도
- 파업
- 총파업
- 노동조합설립신고제 사건
- 노동조합에 대한 사업소세 과세 사건

## 참고 문헌
- 이근우. 《경제학 프레임》. 웅진 윙스. ISBN 9788901074399.